# Atletismo nos Jogos Pan-Americanos de 2023 - 200 m masculino
A competição de 200 metros masculino do atletismo nos Jogos Pan-Americanos de 2023 foi disputada em 1º e 2 de novembro no Parque Deportivo Estadio Nacional, em Santiago, no Chile. No total, competiram 18 atletas de 15 Comitês Olímpicos Nacionais (CON).

## Calendário
Horário local (UTC-4).
| Data           | Horário | Fase      |
| -------------- | ------- | --------- |
| 1º de novembro | 19:15   | Semifinal |
| 2 de novembro  | 20:10   | Final     |

## Medalhistas
| Ouro   | BRA Renan Gallina         |
| Prata  | DOM Jose Alnardo Gonzalez |
| Bronze | SKN Nadale Buntin         |

## Recordes
Antes desta competição, os recordes mundiais e dos Jogos Pan-Americanos da prova eram os seguintes:
| Tipo                             | Atleta        | Tempo | Local   | Data                 |
| -------------------------------- | ------------- | ----- | ------- | -------------------- |
|                                  | Usain Bolt    | 19.19 | Berlim  | 20 de agosto de 2009 |
| Recorde dos Jogos Pan-Americanos | Rasheed Dwyer | 19.80 | Toronto | 23 de julho de 2015  |

## Resultados

### Semifinal
Qualificação: Os dois primeiros em cada bateria (Q) e os próximos dois mais rápidos (q) se classificaram para a final.
Estes foram os resultados:
| Pos. | Bateria | Atleta                 | Nacionalidade             | Tempo | Notas       |
| ---- | ------- | ---------------------- | ------------------------- | ----- | ----------- |
| 1    | 3       | Renan Gallina          | BRA Brasil                | 20.39 | Q           |
| 2    | 1       | Jose Alnardo Gonzalez  | DOM República Dominicana  | 20.81 | Q           |
| 3    | 1       | Nadale Buntin          | SKN São Cristóvão e Neves | 20.97 | Q           |
| 4    | 3       | Alonso Edward          | PAN Panamá                | 21.04 | Q           |
| 5    | 1       | Emanuel Archibald      | GUY Guiana                | 21.08 | q           |
| 6    | 2       | Carlos Andres Palacios | COL Colômbia              | 21.11 | Q           |
| 7    | 2       | Callum Robinson        | CAN Canadá                | 21.16 | Q           |
| 8    | 2       | Kyle Greaux            | TTO Trinidad e Tobago     | 21.27 | q           |
| 9    | 2       | Yancarlos Martinez     | DOM República Dominicana  | 21.30 |             |
| 10   | 3       | Michael Sharp          | JAM Jamaica               | 21.31 |             |
| 11   | 3       | Jeremiah Lauzon        | CAN Canadá                | 21.34 |             |
| 12   | 1       | Andrae Dacres          | JAM Jamaica               | 21.38 |             |
| 13   | 1       | Enzo Faulbaum          | CHI Chile                 | 21.55 |             |
| 14   | 3       | Delan Edwin            | LCA Santa Lúcia           | 21.62 |             |
| 15   | 2       | Cesar Humberto Ramirez | MEX México                | 21.67 |             |
| –    | 3       | Anderson Marquinez     | ECU Equador               | DQ    | TR17.3.1[A] |
| –    | 1       | Evan Miller            | USA Estados Unidos        | DQ    | TR17.3.1[A] |
| –    | 2       | Shainer Rengifo        | CUB Cuba                  | DQ    | TR16.8[B]   |

A Desqualificação – violação de faixa.
B Desqualificação – largada falsa.

### Final
Estes foram os resultados:
| Pos. | Raia | Atleta                | Nacionalidade             | Tempo | Notas |
| ---- | ---- | --------------------- | ------------------------- | ----- | ----- |
| 01 ! | 5    | Renan Gallina         | BRA Brasil                | 20.37 |       |
| 02 ! | 6    | Jose Alnardo Gonzalez | DOM República Dominicana  | 20.56 |       |
| 03 ! | 7    | Nadale Buntin         | SKN São Cristóvão e Neves | 20.79 |       |
| 4    | 8    | Callum Robinson       | CAN Canadá                | 20.85 |       |
| 5    | 4    | Alonso Edward         | PAN Panamá                | 21.01 |       |
| 6    | 2    | Kyle Greaux           | TTO Trinidad e Tobago     | 21.32 |       |
| 7    | 1    | Michael Sharp         | JAM Jamaica               | 21.35 |       |
| 8    | 3    | Emanuel Archibald     | GUY Guiana                | 21.38 |       |

Legenda
| Recorde mundial                  | Recorde mundial (World record)               |                       | Recorde africano                      | Recorde africano (African) |                                           | Q | Classificado por posição (Qualified) |
| Recorde dos Jogos Pan-Americanos | Recorde pan-americano (Pan-American record)  | Recorde da América    | Recorde da América (Americas)         | q                          | Classificado por melhor tempo (Qualified) |   |                                      |
| Melhor marca do ano              | Melhor marca do ano (World leading)          | Recorde asiático      | Recorde asiático (Asian)              | DNS                        | Não largou (Did not start)                |   |                                      |
| Recorde nacional                 | Recorde nacional (National record)           | Recorde europeu       | Recorde europeu (European)            | DNF                        | Não terminou (Did not finish)             |   |                                      |
| Recorde pessoal                  | Recorde pessoal do atleta (Personal best)    | Recorde da Oceania    | Recorde da Oceania (Oceania)          | DSQ / DQ                   | Desclassificado (Disqualified)            |   |                                      |
| Recorde da temporada             | Recorde da temporada do atleta (Season best) | Recorde sul-americano | Recorde sul-americano (South America) | NM                         | Sem marca (No mark)                       |   |                                      |